# Bromazepam
Bromazepam – organiczny związek chemiczny, lek psychotropowy, pochodna benzodiazepiny, otrzymana przez Leona Sternbacha i współpr. w 1961 r. w laboratoriach firmy Hoffmann-La Roche. Wprowadzony do lecznictwa w 1970 r..

## Działanie
Działa przeciwlękowo i nasennie przez pobudzanie receptorów benzodiazepinowych. W konsekwencji, poprzez nasilenie działania GABA, następuje otwarcie sprzężonych z receptorem GABAA kanałów chlorkowych co w ostateczności skutkuje przechodzeniem jonów chlorkowych do wnętrza neuronów, ich hiperpolaryzację i zahamowanie aktywności. W większych dawkach zmniejsza napięcie mięśni, wykazuje działanie uspokajające i właściwości przeciwdrgawkowe. Jego czas półtrwania w organizmie wynosi 10–20 godzin.

## Wskazania do stosowania
Wymagające leczenia farmakologicznego:
- zaburzenia lękowe uogólnione
- dysfunkcje autonomiczne występujące pod postacią somatyczną m.in. z objawami skórnymi, ze strony układu pokarmowego, układu krążenia, układu moczowo-płciowego
- stany lękowe występujące w przebiegu przewlekłych chorób organicznych ośrodkowego układu nerwowego
- zaburzenia stresowe pourazowe z objawami lęku
- zaburzenia adaptacyjne.

## Przeciwwskazania
- nadwrażliwość na benzodiazepiny
- ciężka niewydolność oddechowa
- ciężka niewydolność wątroby (ryzyko encefalopatii)
- zespół bezdechu sennego
- uzależnienie od narkotyków, alkoholu i leków
- ostre zatrucie alkoholem, lekami nasennymi, przeciwbólowymi lub psychotropowymi (neuroleptyki, leki przeciwdepresyjne, sole litu)
- nużliwość mięśni.

## Środki ostrożności
- Zachować szczególną ostrożność u pacjentów z ataksją rdzeniową i móżdżkową oraz z ciężką, przewlekłą niewydolnością oddechową.
- Nie stosować preparatu u dzieci.
- Preparat stosowany codziennie przez kilka tygodni może prowadzić do rozwinięcia się uzależnienia fizycznego i psychicznego, szczególnie u pacjentów nadużywających alkoholu, leków lub z zaburzeniami osobowości w wywiadzie – należy unikać stosowania bromazepamu w tych grupach pacjentów a ciągłe stosowanie dopuszczalne jest tylko w przypadku bezwzględnych wskazań, po uważnej ocenie stosunku korzyści do ryzyka.
- Preparatu nie należy stosować jako jedynego leku w leczeniu depresji lub lęku związanego z depresją (zwiększone ryzyko prób samobójczych).
- Ze względu na działanie zwiotczające istnieje ryzyko upadków i złamań kości w stawie biodrowym, szczególnie u pacjentów w podeszłym wieku, gdy wstają w nocy.
- Zaleca się stopniowe odstawienie preparatu, ze względu na ryzyko wystąpienia zespołu abstynencyjnego oraz zjawiska bezsenności „z odbicia”.
- Benzodiazepiny, po zastosowaniu większych dawek leczniczych, mogą wywoływać niepamięć następczą.
- Preparaty zarejestrowane na Polskim rynku zawierają laktozę – nie powinny być stosowane u pacjentów z rzadko występującą dziedziczną nietolerancją galaktozy, niedoborem laktazy (czyli nietolerancją laktozy) lub zespołem złego wchłaniania glukozy–galaktozy.
- Nie należy stosować leku w okresie ciąży i karmienia piersią. U dzieci matek, które długotrwale przyjmowały benzodiazepiny w ostatnim okresie ciąży, może wystąpić uzależnienie fizyczne oraz ryzyko wystąpienia objawów odstawiennych w okresie po urodzeniu.
- Lek może zaburzać zdolność prowadzenia pojazdów i obsługi urządzeń mechanicznych.

## Interakcje
Bromazepam i jednocześnie stosowane leki działające na ośrodkowy układ nerwowy (np. neuroleptyki, leki uspokajające, przeciwdepresyjne, nasenne, narkotyczne leki przeciwbólowe, preparaty do znieczulenia ogólnego, leki przeciwhistaminowe) mogą wzajemnie nasilać swoje działanie. Alkohol może zaburzać działanie bromazepamu w trudny do przewidzenia sposób i nasilać jego działanie. Przy jednoczesnym stosowaniu opioidowych leków przeciwbólowych może wystąpić stan euforii zwiększający ryzyko uzależnienia psychicznego. Interakcje leku mogą wystąpić nawet po zakończeniu jego stosowania.

## Działania niepożądane
Często, zwłaszcza pierwszych dniach podawania leku: uczucie zmęczenia, senność, osłabienie, złe samopoczucie i nadmierne uspokojenie w ciągu dnia, wydłużony czas reakcji, zaburzenia koncentracji, ból głowy, depresja, niepamięć następcza.
Rzadko: ataksja, biegunka, zawroty głowy, niedociśnienie tętnicze, suchość błony śluzowej jamy ustnej, zwiększenie łaknienia, zmniejszenie lub zwiększenie libido.
Nagłe odstawienie bromazepamu po długotrwałym stosowaniu może powodować zaburzenia snu i zwiększać częstość występowania snów. Nasila się niepokój, napięcie, podniecenie i uczucie zmęczenia. Mogą wystąpić takie objawy jak drżenie i zlewne poty, aż do objawów somatycznych i psychicznych, np. napadów drgawkowych, psychozy (majaczenia).
Długotrwałe stosowanie preparatu (nawet w dawkach terapeutycznych) może powodować uzależnienie fizyczne i (lub) psychiczne. Przerwanie leczenia może wywołać zespół abstynencyjny: ból głowy, ból mięśni, zwiększony lęk, napięcie, niepokój, dezorientacja, drażliwość; w ciężkich przypadkach: derealizacja, depersonalizacja, nadwrażliwość na dźwięki, światło, hałas, kontakt fizyczny, uczucie drętwienia i mrowienia kończyn, omamy, napady padaczkowe. Po przerwaniu leczenia może też wystąpić nasilenie bezsenności „z odbicia”.

## Dawkowanie
Dawkę leku i czas podawania należy ustalać indywidualnie, należy stosować najmniejszą skuteczną dawkę przez możliwie jak najkrótszy czas. Bromazepamu nie powinno się podawać dłużej niż 8–12 tygodni, wliczając w to okres stopniowego odstawiania leku.
Leczenie ambulatoryjne: początkowo 3 mg podawane 1 h przed snem, w razie potrzeby dawkę można zwiększyć do 6 mg na dobę.

Leczenie szpitalne: w przypadkach ciężkich stanów lękowych dawkę leku można stopniowo zwiększać do 18 mg na dobę. Na początku leczenia pacjent powinien być obserwowany pod kątem objawów przedawkowania.
U pacjentów w podeszłym wieku, osłabionych, z organicznym uszkodzeniem mózgu, niewydolnością krążenia, niewydolnością oddechową oraz zaburzoną czynnością wątroby lub nerek leczenie należy zaczynać od połowy wyżej opisanych dawek (1,5 mg).

## Przedawkowanie
W przypadku przedawkowania zawsze należy brać pod uwagę możliwość zatrucia wieloma substancjami, np. zażycia w celu samobójczym kilku leków. Podobnie, jak w przypadku innych benzodiazepin, celowe lub przypadkowe przedawkowanie bromazepamu rzadko może stanowić zagrożenie dla życia, z wyjątkiem przypadków, gdy został on zażyty jednocześnie ze środkami hamującymi czynność ośrodkowego układu nerwowego (w tym z alkoholem).
Do częstych objawów przedawkowania należą: senność, zaburzenia koordynacji, zaburzenia mowy oraz oczopląs. Pacjentom z objawami lekkiego zatrucia powinno się zapewnić możliwość dostatecznie długiego snu pod opieką lekarską. Po doustnym przyjęciu większych ilości leku wskazane jest jak najszybsze wykonanie płukania żołądka lub podanie węgla aktywnego aby zapobiec dalszemu wchłanianiu leku. W przypadku silnego zahamowania czynności ośrodka oddechowego można rozważyć podanie flumazenilu, który jest antagonistą receptora benzodiazepinowego. Należy jednak pamiętać, że flumazenil może być stosowany jedynie pod ścisłym nadzorem medycznym, ze względu na krótki okres półtrwania i możliwość nawrotu objawów przedawkowania oraz działanie wywołujące drgawki.

## Preparaty
Dostępne w Polsce preparaty proste (2020): Bromox, Lexotan i Sedam.